# FIBA EuroCup Challenge
La FIBA EuroCup Challenge era una competició de bàsquet per a clubs europeus, organitzada per la FIBA des de l'any 2002 fins al 2007. Es tractava d'una competició de menor nivell que la FIBA EuroCup.

## Noms de la competició
- FIBA Champions Cup: (2002–2003)
- FIBA Europe Cup: (2003–2005)
- FIBA EuroCup Challenge: (2005–2007)

## Historial
| Any                    | Seu              | Guanyador            | Finalista          | Resultat       |
| FIBA Champions Cup     |                  |                      |                    |                |
| 2002-03                | Salònica         | Aris Salònica        | Prokom Trefl Sopot | 84–83          |
| FIBA Europe Cup        |                  |                      |                    |                |
| 2003-2004              | Esmirna          | Mitteldeutscher BC   | JDA Dijon Basket   | 84–68          |
| 2004-2005              | Ploiești         | CSU Asesoft Ploieşti | Lokomotiv Rostov   | 75–74          |
| FIBA EuroCup Challenge |                  |                      |                    |                |
| 2005-2006              | Iujne & Perm     | Ural Great Perm      | BC Khimik          | 80–67 / 74–80  |
| 2006-2007              | Nicòsia & Samara | CSK VVS Samara       | Keravnos BC        | 83–85 / 101–81 |